# Astronomer Royal for Scotland
A Astronomer Royal for Scotland egy tudományos poszt, melyet az Edinburgh-i Királyi Obszervatórium igazgatója töltött be 1995-ig. Azóta ez a poszt tiszteletbeli. Nem összekeverendő az Astronomer Royallal és az Royal Astronomer of Irelanddal.

## A posztot betöltők
| John Campbell Brown | 1995 –      |
| nem volt betöltve   | 1991 – 1995 |
| Malcolm Longair     | 1980 – 1990 |
| Vincent Reddish     | 1975 – 1980 |
| Hermann Brück       | 1957 – 1975 |
| William Greaves     | 1938 – 1955 |
| Ralph Sampson       | 1910 – 1937 |
| Frank Dyson         | 1905 – 1910 |
| Ralph Copeland      | 1889 – 1905 |
| Charles Smyth       | 1846 – 1888 |
| Thomas Henderson    | 1834 – 1844 |